# Gentoo
A Gentoo Linux (kiejtés /ˈdʒɛntuː/ dzsen-tú) egy Linux-disztribúció. A tervezésénél fő szempont volt a modularitás, hordozhatóság és az optimalizálhatóság a felhasználó gépének megfelelően.  Ezt úgy éri el, hogy az összes program alapvetően forrásból telepíthető a felhasználó által megadott optimalizálási paraméterekkel. A nagyobb programcsomagok rendelkezésre állnak előre lefordított, bináris formátumban is különböző architektúrákra. A Gentoo mindezt a Portage csomagkezelési rendszer használatával éri el.
A Gentoo Linux a hosszú farkú szamárpingvin (Pygoscelis papua) angol megfelelőjéről kapta a nevét a gyorsaságuk és alkalmazkodóképességük miatt. A szamárpingvin akár 36 km/h-s sebességgel is képes úszni és kiválóan alkalmazkodik a legzordabb időjáráshoz is.
A Gentoo forrásalapúsága és nagyfokú rugalmassága miatt kiválóan alkalmas forkolásra, saját disztribució kiadására, hisz könnyen saját igényre szabható a rendszer. Köztük, olyan nem kis cégek is vannak, mint pl. a Google a Chromium OS disztribúciójával.

## Történelmi áttekintés
Az első Gentoo Linuxot, még Enoch Linux néven Daniel Robbins alkotta meg. A cél egy binárisok nélküli disztribúció készítése volt, mely lehetővé teszi a hardverekre való optimalizálást a legszükségesebb programok használatával. Az Enoch disztribúciót 1999 decemberében adták ki 0.75-ös verziószám alatt.
Daniel Robbins és társai kifejlesztettek egy GCC klónt EGCS néven és ezen a ponton átkeresztelték a disztribúciót Gentoora. A változtatások olyan sikeresek voltak, hogy később hivatalosan is a GCC (v2.95) részévé váltak.
Ahogy az Enoch egyre finomodott, átnevezték Gentoo Linuxnak, noha párhuzamosan kiadtak még néhány Enoch verziót. Az első stabil verzió, a Gentoo Linux 1.0 2002 március 31 jelent meg. Robbins ez idő tájt még egy 450 MHz-es órajelre tuningolt Celeron 300-ason futtatta a Linuxait, de vett egy újabb gépet, amin nem működött megfelelően a rendszer. Később realizálódott benne, hogy másoknak is ugyanilyen gondjai vannak, amit nem tud megoldani és - szégyenszemre, mint Linux fejlesztő - FreeBSD-re váltott, majd néhány hónap múlva a BSD-s tapasztalatokkal felvértezve újult erővel vágott bele a Gentoo fejlesztésébe.
Noha a 2.2-es Linux kernel kiadása csalódás volt számára, a javított 2.4-es szériával úgy érezte új világ nyílt meg előtte, szóval a Gentoo Linux feléledt hamvaiból. E kudarcnak és a BSD-nek hála ekkor vágott bele a Portage koncepcióba, ami a Gentoo disztribúciók nélkülözhetetlen alapkellékévé vált.
Robbins 2000. január 3-án Új Mexikói székhellyel bejegyezte a Gentoo Technologies, Inc. céget, majd miután a Gentoo az egyik legmeghatározóbb Linux disztribúcióvá vált, 2004. 05. 28-ai dátummal bejegyezte a nonprofit Gentoo Alapítványt (Gentoo Foundation, Inc. néven) és levédette a jogokat. A Gentoo Alapítványnak ma az elnök mellett öt tagja van.
A nagyobb döntések meghozatalához létrehoztak egy Gentoo Tanácsot, melynek jelenleg hét tagja van, melyeket egy évre választanak és havonta, vagy, ha a tagok szerint szükséges többször üléseznek egy nyilvános meeting keretein belül.

## Jellemzők
A Gentoo főként azon Linux felhasználók tetszését nyerheti el, akik teljes kontroll alatt akarják tartani a gépüket. Ideális azok számára, akiknek van kedvük pepecselni azzal, hogy a lehető legjobban a saját hardverükre legyen optimalizálva a rendszer kezdve az architektúrától, a kernel modulokon át a felhasználó szintű szoftverekig.
Ennek az optimalizálhatóságnak köszönhetően a Gentoo kiváló asztali gépeknek éppúgy, mint szervereknek és régebbi gépeken is meglehetősen jól fut bizonyos keretek közt.
A Gentoo kiváló a tanulni vágyóknak is, programozóknak, adminisztrátoroknak, hisz a legalapvetőbb szinten kell a rendszert telepíteni, konfigurálni.

### Portage

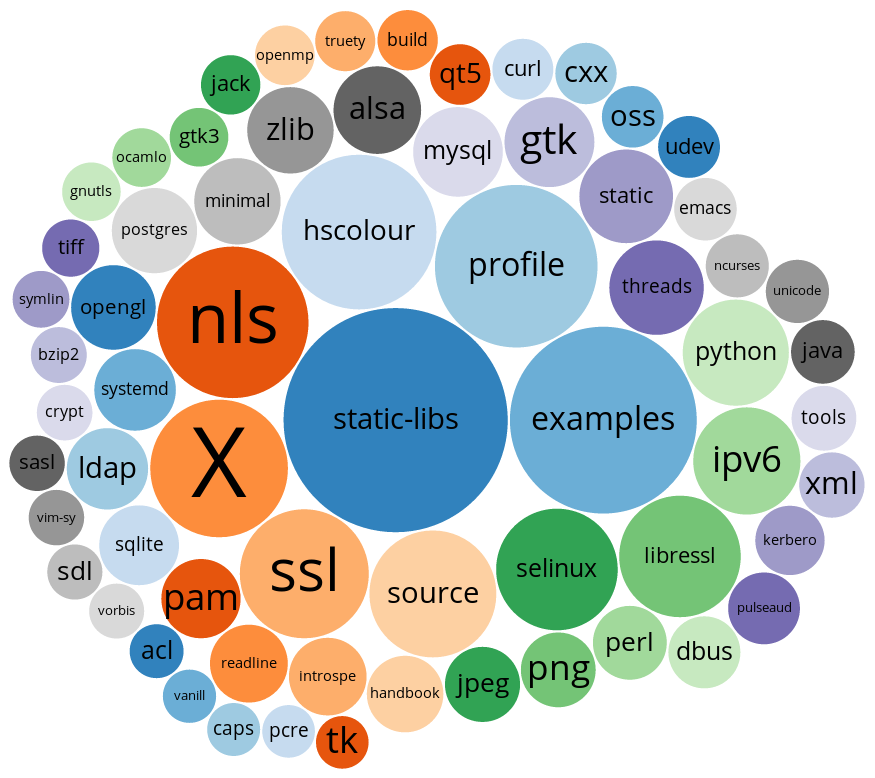
Gentoo USE flagek a használatuk gyakorisága szerint

A Portage a Gentoo szoftver disztribúció és csomagkezelő rendszere. Az eredeti koncepció a port rendszer volt, melyet Berkeley Software Distribution (BSD) rendszerekhez fejlesztettek ki és amely nagyfokú rugalmasságot enged meg a telepítés során éppúgy, mint a szoftverek karbantartása területén. Erről a flexibilitásról a fordítási időben használható un. USE flagek gondoskodnak, melyek lehetővé teszik a függőségek kezelését, biztonságos telepítést (sandbox-on keresztül), a rendszer profilok használatát, vagy éppen a telepített fájlok felülírását, vagy megőrzését. A Portage rendszert Python nyelven programozták, ez a disztribúció „lelke”.
Jelen pillanatban közel 20 000 csomag található a hivatalos Portage rendszerben, de léteznek nem hivatalos kiterjesztések is (Gentoo Portage Overlays), sőt a rendszer azt is megengedi, hogy saját magunk is létrehozzunk egyet a Layman repo menedzselő eszköz jóvoltából.
Noha a Gentoot nem bináris disztribúciónak tervezték, a Portage rendszer lehetővé teszi a bináris csomagok telepítését is, abban az esetben, ha azok a túl nagyok, vagy épp nem érhetők el forrásban.

### Hordozhatóság
A Gentoo és a Portage rendszer lehetővé teszi, hogy telepítés közben  forrásból natív kódot állítsunk elő az adott architektúrára. Így noha a fordítás jelentős időt és erőforrást emészt fel, lehetővé válik a hordozhatóság, virtuális gép futtatása nélkül is.
Eredetileg a Gentoot x86-os architektúrára tervezték, de jelenleg az alpha, amd64, arm, arm64, hppa, ia64, ppc, ppc64, risc, sparc, x86 architektúrákat támogatja.

Az architektúra kiválasztását, valamint a fordító paraméterezéseit a /etc/portage/make.conf fájlban lehet megtenni, pl., ha Sandy Bridge chipünk van, akkor következőképpen: 
```
CHOST
=
"x86_64-pc-linux-gnu"

CFLAGS
=
"-march=sandybridge -O2 -pipe"

CXXFLAGS
=
"
${
CFLAGS
}
"

```

A CPU család és modell meghatározásában segíthet /proc/cpuinfo tartalma, amit a következő módon nézhetünk meg:
```
user
# grep -m1 -A3 "vendor_id" /proc/cpuinfo

```

A biztonságos Gentoo C flagek használatáról itt olvashatsz, további információk pedig GCC dokumentációjában.

### Modularitás, optimalizáció

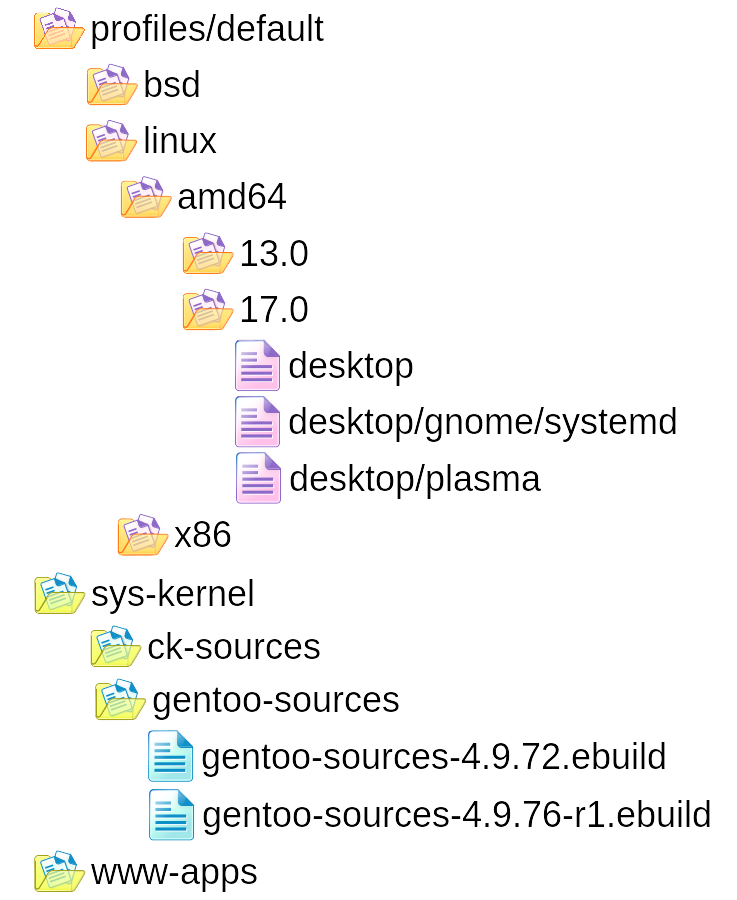
Portage fa (részlet)

A Gentoo a forrás alapúságának és a Portage rendszernek köszönhetően nem csak csomagokat képes kezelni, hanem a csomagokon belül is tud optimalizálni.
Íme néhány szempont, ami miatt a Portage modulárisnak tekinthető:
- profilok (BSD, Linux és az architektúrák stb.) választhatósága
- a Portage rendszerben a csomagok kategória, valamint azon belüli csomagnév szerint érhetőek el.
- vannak olyan csomagok, melyek összessége "meta-csomagok" is elérhetőek
- egyes megkülönböztetett, dinamikus csomaghalmazok az emerge parancs előre definiált paramétereként is elérhetőek
- USE flagek (csomagokon belüli modulok pl. USB, nyelvi modulok stb.)

Pár érv, mely bizonyítja, hogy a Gentoo a legmélyebben optimalizálható rendszerek körébe tartozik:
- make paraméterek választhatósága
- több architektúra (x86, amd64) támogatásának konfigurálhatósága (akár csomagonként)
- a már szemléltetett architektúra választhatóság, C flagek használata
- USE flagek (SSE, MMX, több szálas támogatás stb.)
- verziókezelés (rugalmas maszkolhatóság, csomagonként, architektúránként)
- maszkolás licencek alapján
- külső (akár saját) csomagok integrálhatósága

## Telepítés és konfigurálás
A Gentoo-t többféleképpen lehet telepíteni. A leggyakoribb módja a gentoo telepítésének a Minimális Telepítő CD, vagy Hibrid ISO használata, de más LiveCD, LiveUSB, vagy akármilyen másik Linux segítségével, de akár hálózatról is telepíthető.
A koncepció lényege az, hogy egy működő rendszer segítségével elő lehet készíteni a telepítést (particionálás, formázás stb.), majd a felmásolt alap – magát már fejleszteni képes – Gentoo rendszer (un. stage) számára át lehet adni a környezeti paramétereket és a vezérlést, úgynevezett chroot környezet használatával.
További információ a Gentoo kézikönyvben található.

### Stage-ek
A stage-ek (állapotok) tömörített formában érhetőek el. 2005 októbere után az első két stage hivatalosan már nem támogatott, mivel folyamatos körkörös hibákat okozott és a teljes rendszer újrafordításával ugyanúgy elérhető a megfelelően optimalizált állapot a stage 3 esetében is.
- Stage 1: újrafordítás és konfigurálás az alap toolchaintől kezdve.
- Stage 2: a toolchain félkész állapotban van, de még egyes elemek fordítást igényelnek.
- Stage 3: a rendszer már indításra kész, s az alaprendszer is le van fordítva. Csak a kernelt kell fordítani, illetve igény szerint speciális eszközöket (boot loader, cron és syslog démon). Adott esetben konfigurációs fájlok szerkesztése.
- Stage 4: teljes Gentoo környezetet tartalmazó bootolható rendszer. Kiválóan alkalmas backupok számára, vagy olyan helyeken, ahol problémás a chrootolás.

A processzor architektúráknak és a rendszer elsődleges céljának megfelelően több stage 3 és stage 4 tölthető le, ilyenek pl. a minimal, multilib, cloud, hardened verziók.

### Kernelek

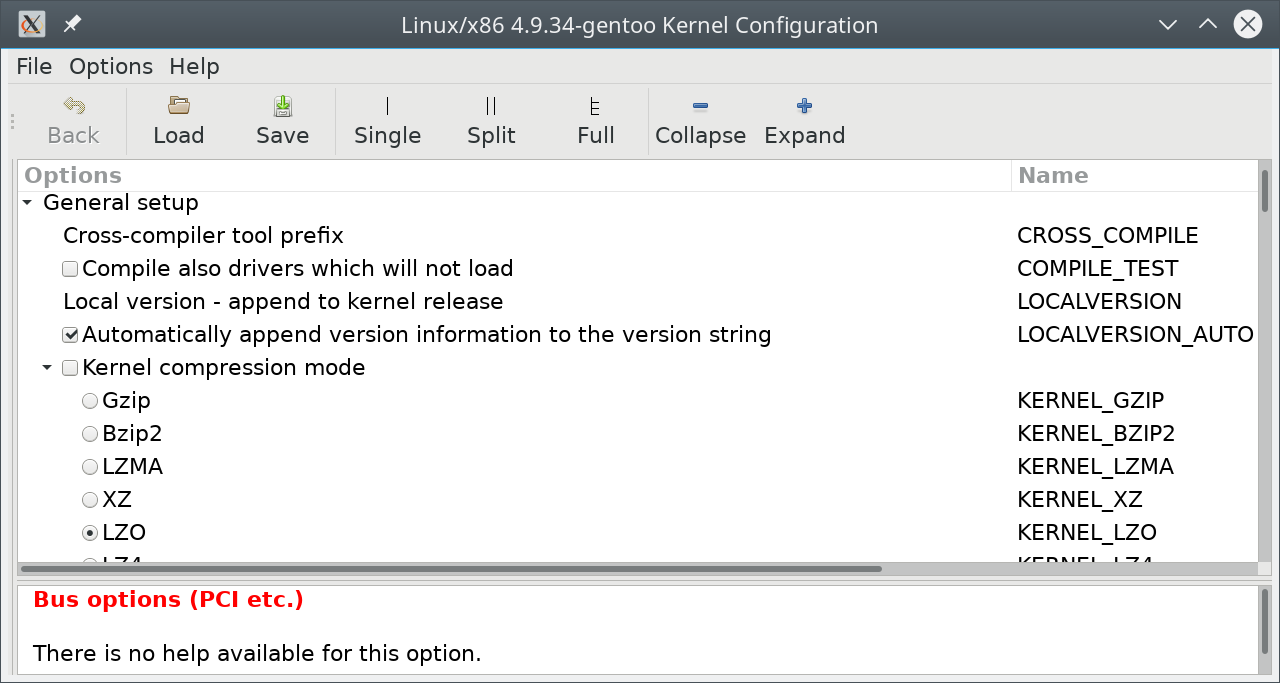
A kernel Gtk+ alapú konfigurálása

A kernel (rendszermag), mint általában minden csomag, szintén forrásban érkezik a Gentooba. Mint a legtöbb Linux disztribúció a Gentoo is kínál egy előre konfigurált kernelt, de szabad kezet ad a konfigurálásban is, ugyanakkor annyit segít, hogy számos patch settel elérhető a hivatalos Linux kernel.
Néhány kernel a teljesség igénye nélkül:
- genkernel: előre konfigurált kernel azok számára, akik nem értenek hozzá, vagy nem akarnak a konfigurálással foglalkozni.
- gentoo-sources: ajánlott rendszermag, ami több a Gentoo által alkalmazott foltot tartalmaz.
- hardened-sources: szerverek számára ajánlott Gentoo kernel.
- vanilla-sources: a hivatalos kernel fa.
- git-sources: a hivatalos kernel fa napi frissítése, ami leginkább fejlesztőknek, tesztelőknek ajánlott.
- ck-sources: Con Kolivas kernel patch setje Archiválva 2017. augusztus 5-i dátummal a Wayback Machine-ben, a maximális interaktivitás és reagálási képesség elérése céljából.

### Rendszerbetöltő
Miután a kernel telepítve lett, egy boot loadert (rendszerbetöltőt) kell még feltennünk, hogy a rendszert külső indítóeszköz nélkül tudjuk elindítani. Ez a rendszerbetöltő telepíthető a MBR-ba, egy adott partícióra, vagy egy másik eszközre és általában alkalmas több rendszer indítására (másik Linux, Windows stb.) egy menü segítségével. Ilyen rendszerbetöltők pl. a Grub, vagy a Lilo.

### Szolgáltatások
Ahhoz, hogy egy rendszer a mindennapi használatra alkalmas legyen szükség van szolgáltatások (fájlrendszerek csatolása, naplózás, hálózatkezelés, grafikus környezet stb.) elindítására. Ezeket végzik az init (indító rendszerek).

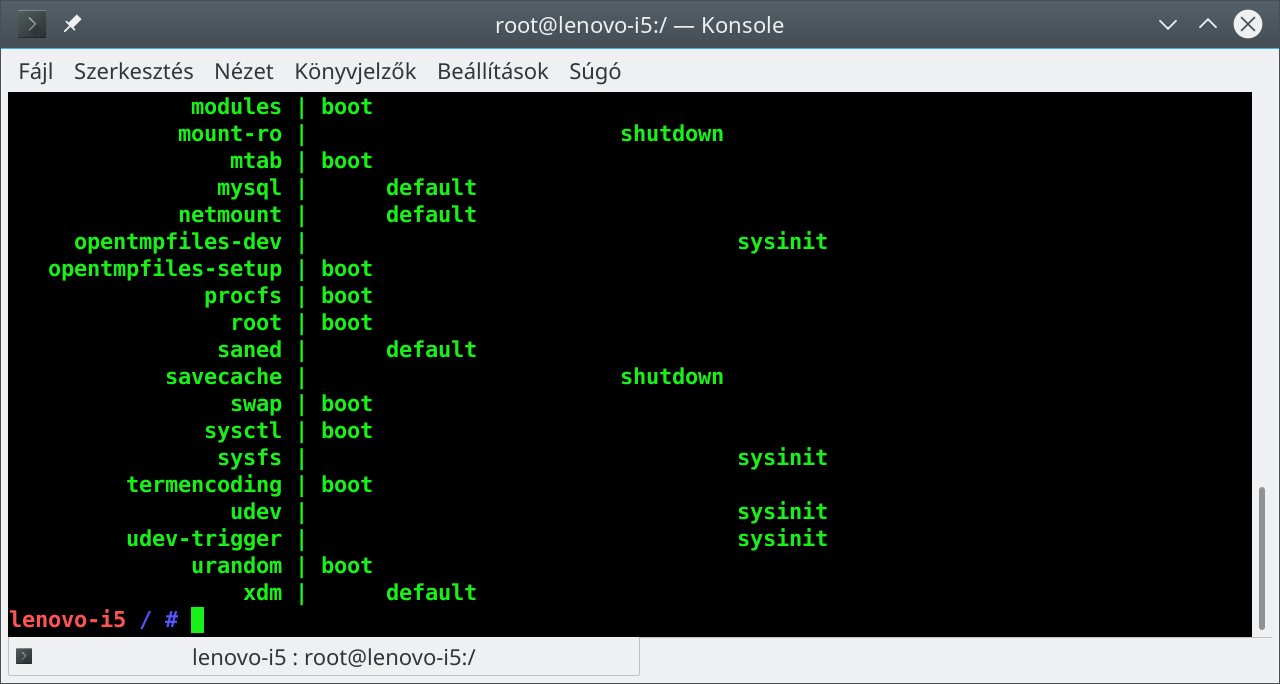
Szolgáltatások és futási szintek listája

A Gentoo több lehetőséget kínál fel, használható az alapértelmezett OpenRC, de választható pl. a legtöbb Linux disztribúció által támogatott systemd is.
|                    | OpenRC          | systemd    | Epoch          | runit         |
| ------------------ | --------------- | ---------- | -------------- | ------------- |
| Programozási nyelv | shell, C        | C          | C              | C             |
| Függőség           | init (sysv/BSD) | D-Bus      | libc, /bin/sh  | nincs         |
| Formátum           | shell szkript   | ini        | conf           | shell szkript |
| Konfigurálható     | igen            | igen       | igen           | nem           |
| Párhuzamos indítás | lehetséges      | lehetséges | nem lehetséges | lehetséges    |
| Licenc             | 2-cl. BSD       | LGPL v2.1+ | Public Domain  | 3-cl. BSD     |
| Támogatás          | alapértelmezett | támogatott | használható    | használható   |

Az alapértelmezett OpenRC nem rugaszkodik el sem az eredeti unixos filozófiától (KISS), sem az init rendszerek eredeti céljától, ugyanakkor a mai igényeknek megfelelően rugalmas is, így egy modern, de Unix közeli operációs rendszer számára ideális. A Gentoo init szkriptjei 100%-osan kompatibilisek az OpenRC-vel, sőt a Gentoo külön OpenRC kompatibilis szolgáltatásokat tart karban pl. eudev (ami a ma már sysemd-be integrált udev alternatívája).
|                                                                             | OpenRC                               | systemd                          |
| --------------------------------------------------------------------------- | ------------------------------------ | -------------------------------- |
| A futó szolgáltatások listázása                                             | rc-status                            | systemctl list-units             |
| Az elakadt szolgáltatások listázása                                         | rc-status --crashed                  | systemctl --failed               |
| A futási szintekhez tartozó szolgáltatások listázása                        | rc-update show                       |                                  |
| Az összes elérhető szolgáltatás listázása                                   | rc-update -v show                    |                                  |
| A szolgáltatások listázása, futási szintek nélkül                           | rc-service -l                        | systemctl --all                  |
| Szolgáltatás engedélyezése\|tiltása                                         | rc-update add\|del daemon [runlevel] | systemctl enable\|disable daemon |
| Parancs adása a szolgáltatásnak • szolgáltatások: start, stop, restart, ... | rc-service daemon command            | systemctl command daemon         |

## Gentoo kiadások
A Gentoo ma verzió nélküli un. rolling kiadású disztribúció, ami a gyakorlatban azt jelenti, hogy ha az emerge parancs (emerge --syncután az emerge --update) lefut, akkor a rendszer friss az előző verziótól függetlenül. Habár a Gentoonak is van egy verziószámot mutató fájlja (/etc/gentoo-release), az azonban "Gentoo Base System release" néven a sys-apps/baselayout verzióját tartalmazza.
| Kiadás                      | Kiadás dátuma |
| --------------------------- | ------------- |
| Gentoo Linux 1.0            | 2002. 03. 31. |
| Gentoo Linux 1.1a           | 2002. 04. 08. |
| Gentoo Linux 1.2            | 2002. 06. 17. |
| Gentoo Linux 1.4            | 2003. 08. 05. |
| Gentoo Linux PowerPC G5-höz | 2003. 11. 12. |
| Gentoo Linux 2004.0         | 2004. 03. 01. |
| Gentoo Linux 2004.1         | 2004. 04. 28. |
| Gentoo Linux 2004.2         | 2004. 07. 26. |
| Gentoo Linux 2004.3         | 2004. 11. 15. |
| Gentoo Linux 2005.0         | 2005. 03. 28. |
| Gentoo Linux 2005.1         | 2005. 08. 08. |
| Gentoo Linux 2006.0         | 2006. 02. 27. |
| Gentoo Linux 2006.1         | 2006. 08. 31. |
| Gentoo Linux 2007.0         | 2007. 05. 07. |
| Gentoo Linux 2008.0         | 2008. 07. 06. |

| Kiadás                                        | Kiadás dátuma |
| --------------------------------------------- | ------------- |
| Gentoo Linux 2010.0 (Happy Tenth Birthday!)   | 2009. 10. 04. |
| Gentoo Linux 2010.0 (Happy Tenth Birthday!)   | 2009. 10. 23. |
| Gentoo Linux 2011.0 (Software in the Making)  | 2011. 03. 08. |
| Gentoo Linux 2011.2 (The Future is Now)       | 2011. 08. 06. |
| Gentoo Linux 2012.0 (Put a CoW in Your Boxen) | 2012. 01. 01. |
| Gentoo Linux 2012.1 (Put a CoW in Your Boxen) | 2012. 04. 01. |
| Gentoo Linux 20121221 (End of world)          | 2012. 12. 21. |
| Gentoo Linux 20140826 (Iron Penguin)          | 2014. 08. 26. |
| Gentoo Linux 20160514 (Choice)                | 2016. 05. 14. |
| Gentoo Linux 20160704 (Choice Part Dos)       | 2016. 07. 04. |
| Gentoo Linux 20170118 (Crispy Belgian Waffle) | 2017. 01. 18. |

## Gentoo alapú disztribúciók
Rengeteg Gentoo alapú (vagy Gentoo repót használó) disztribúció (vagy egyéni projekt) létezik. A teljesség igénye nélkül az alábbi lista a 2021. 05. 01-ei állapotot tükrözi.

### Az elmúlt évben aktív disztribúciók
| Disztribúció neve                                                    | Utolsó kiadás dátuma | Leírás                                                                                      |
| -------------------------------------------------------------------- | -------------------- | ------------------------------------------------------------------------------------------- |
| Chromium OS                                                          |                      | Gyors, egyszerű és biztonságosabb mindazok számára, akik több időt töltenek a neten         |
| Calculate Linux                                                      | 2021. 04. 27.        | Otthoni felhasználók és kisvállalkozások számára                                            |
| CloudReady                                                           |                      | Chromium OS alapú felhőalapú                                                                |
| CloverOS GNU/Linux                                                   |                      | Gyors, kis erőforrásokat igénylő                                                            |
| exGENT Linux                                                         |                      | Hardver detektálásban kiváló, telepíthető LiveDVD                                           |
| Exherbo Archiválva 2020. október 14-i dátummal a Wayback Machine-ben |                      | Gyors rugalmas rendszer, fejlesztők és haladó felhasználók számára                          |
| Funtoo Linux                                                         | 2021. 04. 21.        | Teljesítmény orientált a legújabb Intel és AMD processzorok számára                         |
| PBXware                                                              |                      | Rugalmas telekommunikációs platform                                                         |
| Pentoo                                                               |                      | Biztonság orientáltság                                                                      |
| Porteus Kiosk                                                        |                      | Gyors, kicsi és biztonságos, kizárólag web böngészéshez                                     |
| Redcore Linux                                                        |                      | Elsősorban asztali rendszerekhez, de szerverhez is alkalmazható előre fordított csomagokkal |
| Sabayon Linux                                                        |                      | A legújabb technológiákat felvonultató, kezdő gentoosoknak ajánlott                         |
| SystemRescueCd                                                       | 2021. 04. 17.        | Rescue LiveCD, vagy LiveUSB                                                                 |

### Egy évnél régebben aktív, vagy inaktív disztribúciók
3viltoo, AnikOS, Argent Linux, BinToo GNU/Linux, BOO Linux, Clumix, Dalai Lama GNU/Linux, Echse Recovery Cd, eHorizon, enVision Linux, Flash Linux, Fireball ISO, GaryOS, Genesis, Gentoo4Raspi, GentooCNC, Gentoo Studio, GentooTH Live CD/USB Linux, Gentoox, GuARD, iBox, Jollix, Knopperdisk, Liberté Linux, Litrix, Mac-TV, Mayix LiveCD, Mediabox, Minimax livecd, OpenNAO,  PapugLinux, Phaeronix, PixieLive Archiválva 2017. július 29-i dátummal a Wayback Machine-ben, PrometheOS, redWall Firewall CD, Securix, Shark Linux, Spike Linux, TinHat, Toorox, TsGoo, Ututo, Vidalinux, Vinque GNU/Linux, Virtualtoo, WiiToo!, Zentoo Linux, ZerahStar Zesktop

## Népszerűség
A Gentoo a DistroWatch.com-on nagyon hamar népszerű lett és a legjobb eredményét napi 326 találattal 2002-ben a 3. helyen érte el, amíg a legrosszabb helyezése a 45. volt 285 találattal 2015-ben.
Noha, rolling disztribúció révén nyilvánvalóan nem a DistroWatchról való letöltögetéssel fogják elérni a friss állapotot, a Gentoo LiveDVD állapotát jól tükrözheti ez a statisztika.
A Gentoo népszerűségét az is mutatja, hogy (2011-ben) csak a gentoo.org rsync szervereit több, mint 20 000 alkalommal érték el naponta. Ebben természetesen nincsenek benne a nem hivatalos, nem regisztrált és a helyi Gentoo szerverek sem.
A phoronix Archiválva 2009. január 5-i dátummal a Wayback Machine-ben 2017 júniusában végzett házi felmérése szerint, 3,9%-kal a Gentoo a 7. legnépszerűbb Linux disztribúció laptopon.
Az időközben bezárt LinuxCounter.net listáján - a valamivel több, mint 160 ezer regisztrált gép között - a 6. helyen állt a Gentoo. A becslések szerint nagyjából a Linux felhasználók 0,7%-a (600 ezer) regisztrálta itt magát.
A Lifewire technológiai oldal 2019 februárjában a Gentoo Linuxot negyedik helyen megemlítve minden idők 9 legjobb disztrója közé sorolta, a DistroWatch.com adatai alapján "Bukott Sztár"-ként aposztrofálva.
A Gentoo népszerűségét tovább növeli, hogy a forrásalapúsága miatt - noha használható „késztermékként” - egy könnyű közbenső állapotot jelenthet a többi fork, disztribúció számára, hisz könnyen saját igényre szabható a rendszer. Köztük, olyan nem kis cégek is vannak, mint pl. a Google a Chromium OS disztribúciójával, melyet 2010 májusáig több, mint 1 millióan töltöttek le.
További érdekesség, hogy Greg Kroah-Hartman - a Linux Kernel stabil ágának karbantartója - a verzió nélküli jelleg miatt szintén futtat Gentoot.

## Larry, az április bolondja

### Larry, a tehén
Larry, a tehén a Gentoo nem hivatalos kabalafigurája. Larry, a tehén az ősfelhasználó, ő "a példa", ő "a troll":
| „Larry the Cow was a bit frustrated at the current state of Linux distributions... until he tried Gentoo Linux.”       |
| Fordítás:„Larry a tehén egy kicsit frusztrált a Linux disztribúciók státusza miatt... amíg ki nem próbálta a Gentoot.” |

Ő maga "az Isten":
| „And Larry saw that it was Good.”     |
| Fordítás:„És Larry látá, hogy ez Jó.” |

Ugyanakkor szegény Larryt gyakran kritikák is érik megmagyarázhatatlan státusza miatt:
| „Larry the cow? Cows are female! No wonder he's frustrated!”               |
| Fordítás:„Larry a tehén? A tehének nőstények! Nem csoda, hogy frusztrált!” |

| „Yeah, so I've always wondered then, why is 'Gentoo' linux a 'cow' theme distro? Please tell me it's not because gentoo rhymes with 'moo'.”     |
| Fordítás:„Igen, mindig is csodálkoztam, hogy miért 'tehén' a témája a 'Gentoo' Linuxnak? Kérlek mondjátok, hogy nem azért, mert rímel 'mú'-ra.” |

| „Larry can NOT be a Cow.”             |
| Fordítás:„Larry NEM lehet egy tehén.” |

Ám hiába okozott feloldhatatlan frusztrációt egyeseknek, hogy egy „pingvin Linuxnak” egy „tehén fiú” az ősfelhasználója, 2004-ben testet is öltött.

### A maja világvége
Nem Larry az egyetlen vicces dolog a Gentoo körül, hisz a 2012-ben aktuális „maja világvégére” még utoljára kiadtak egy világvége verziót.

### Múltidézés
A világvége után érthető 2015 április elsejére a Gentoo már olyan retró lett, hogy még a weboldala is CGA optimalizálttá vált.
Azért, hogy a Gentoo még különlegesebb legyen a weboldalukat a CGA Web szabványnak megfelelően 16 színűvé tették és 640x200-as felbontásra optimalizálva. Ugyanakkor a Gentooról készült képernyőképeket gyakorlatban pusztán a kontraszt megnövelésével tették ódon hangulatúvá.
Azt is írták, hogy az új oldal ezentúl elérhetővé válik Gopher protokollal a Gopher://gopher.gentoo.org/ cím alatt.
Mindezt a Gentoo célközönsége miatt kellett megtenni, akik még IBM XT hardvert használnak és 5,25”-os floppykon tartják az adataikat, miközben betárcsázásos modemmel kommunikálnak.
Természetesen az 5,25"-os floppykkal sikerült 700 alá lenyomni a Gentoo lemezek számát.

## Galéria
- Gentoo logó: Larry, a tehén (Eredeti, teljes alakos változat)
- Gentoo Gnome v3.24 asztal
- Gentoo KDE Plasma v5.9.5